# Мигирян, Мигир
Мигир Мигирян (Мкртыч Мкрян) (тур. Mıgırdiç Mıgıryan, арм. Մկրտիչ Մկրյան Mkrtich Mkryan; 1882 — ?) — армянский легкоатлет. Вместе с другим этническим армянином — Ваграмом Папазяном представлял Османскую империю на летних Олимпийских играх 1912 года.

## Биография
Родился 12 сентября 1882 года в стамбульском районе Ускюдар Османской империи.
Обучался в престижном колледже Robert College в Константинополе, где его одноклассником был Ваграм Папазян, также этнический армянин.
Когда в 1911 году Османская империя была принята в Международный олимпийский комитет, президент османского МОК Селим Тарджан разместил объявления в газетах Ikdam и Sabah с целью привлечения турецких спортсменов для Олимпийских игр 1912 года в Стокгольме. Мигирян и Папазян откликнулись на призыв и выразили желание участвовать в этих играх.
Атлеты начали сбор средств для участия в Летних Олимпийских играх 1912. В отличие от своего визави Ваграма Папазяна, который не имел необходимых финансов, Мигирян происходил из состоятельной семьи, которая смогла покрыть все расходы, необходимые для поездки в Стокгольм. 
Турецкий журнал «Мармнамарз» («Физическая культура») писал:

С радостью сообщаем нашим уважаемым читателям, что господа Мкртыч Мкрян и Ваграм Папазян поехали в Стокгольм для участия в международных соревнованиях.

Приняв участие в пяти спортивных соревнованиях — толкании ядра, метании диска, толкании ядра двумя руками, пятиборье и десятиборье, Мигир Мигирян занял пятое место в общем зачёте легкоатлетических дисциплин.
О дальнейшей его судьбе данные отсутствуют.